# In for the Kill (album de Budgie)
Pour les articles homonymes, voir In for the Kill.
Albums de Budgie
Never Turn Your Back on a Friend
(1973) Bandolier
(1975)
Singles
1. Zoom Club
Sortie : 1974

In for the Kill est le quatrième album studio du groupe de hard rock gallois, Budgie. Il est sorti en mai 1974 sur le label MCA Records et a été produit par le groupe, à l'exception de Crash Course in Brain Surgery qui a été produit par Rodger Bain.

## Historique
Cet album fut enregistré aux Studios Rockfield de Monmouth au Pays de Galles et aux Lee Sound Studios de Birmingham en Angleterre. Peu avant l'enregistrement, le batteur Ray Phillips quitte le groupe et est remplacé par Pete Boot.
Le titre Crash Course in Brain Surgery sorti originellement en 1971 comme single mais pas présent sur le premier album sera repris par Metallica sur le Ep The $5.98 E.P.: Garage Days Re-Revisited de 1987 et sur l'album de reprises, Garage Inc. en 1998.
Il sera le premier album du groupe a se classer dans les charts britanniques, il atteindra la 29e place le 8 juin 1974.
La version remasterisée comprend en plus de la version single de Zoom Club, trois titres qui ont été enregistrés pendant les répétitions de la tournée 2003.

## Liste des titres
Toutes les pistes sont signées Tony Bourge et Burke Shelley, sauf indication.
Face 1
1. In for the Kill - 6:32
2. Crash Course in Brain Surgery (Shelley, Bourge, Ray Phillips)  - 2:39
3. Wondering What Everyone Knows - 2:56
4. Zoom Club - 9:56

Face 2
1. Hammer and Tongs - 6:58
2. Running from My Soul - 3:39
3. Living on Your Own - 8:54

Titres bonus sur la version remastérisée 2006
1. Zoom Club (single version) - 3:27
2. In for the Kill (2003 version) - 3:34
3. Crash Course in Brain Surgery (2003 version) - 2:44
4. Zoom Club (2003 version) - 6:04

## Musiciens
- Burke Shelley : chant et basse.
- Tony Bourge : guitares.
- Pete Boot : batterie, percussions.
- Simon Lees : guitares sur les titres de 2003.
- Steve Williams : batterie, percussions sur les titres de 2003.

## Charts
| Pays        | Durée du classement | Meilleur classement |
| ----------- | ------------------- | ------------------- |
| Royaume-Uni | 3 semaines          | 29e                 |